# Rosemary Theby
Rosemary Theresa Theby (St. Louis, 8 april 1892 – Los Angeles, 10 november 1937) was een Amerikaans filmactrice. Tussen 1911 en 1940 speelde zij in ongeveer 250 films.

## Gedeeltelijke filmografie
- The Wager (1911)
- The Mills of the Gods (1912)
- Baby (1915)
- The Lemon in Their Grove (1916)
- The Connecting Bath (1916)
- The Silent Mystery (1918)
- The Great Love (1918)
- The Rogue (1918)
- Bright and Early (1918)
- The Mystery of 13 (1919)
- Married to Order (1920)
- A Connecticut Yankee in King Arthur's Court (1921)
- I Am the Law (1922)
- More to Be Pitied Than Scorned (1922)
- The Red Lily (1924)
- As Man Desires (1925)
- The Second Hundred Years (1927)
- The Port of Missing Girls (1928)
- The Fatal Glass of Beer (1933)
- Man on the Flying Trapeze (1935)
- One Million B.C. (1940)

- Bibliothèque nationale de France: cb17919306z (data)
- Gemeinsame Normdatei: 1292624388
- International Standard Name Identifier: 0000 0003 5752 3016
- Système universitaire de documentation: 075930633
- Virtual International Authority File: 197843988